# Poa lanuginosa
Poa lanuginosa là một loài cỏ trong họ hòa thảo, thuộc chi poa.